# Santiago Sochiapan (municipalité)
La municipalité de Santiago Sochiapan est l'une des 212 municipalités de l'État de Veracruz, et est située dans la partie sud-est de cet État, au Mexique. Située au sud du golfe du Mexique, elle prend appui au sud sur les piémonts de la Sierra Madre de Oaxaca, fait partie du bassin du fleuve Río Papaloapan. Elle se trouve également sur la limite administrative sud de l'État de Oaxaca, et est administrativement rattachée à la région Papaloapan, qui est une des 10 régions de l'État de Veracruz. Son chef-lieu est la ville de Xochiapa.

## Géographie
La municipalité de Santiago Sochiapan se trouve dans la partie sud-ouest du bassin bassin du fleuve Río Papaloapan, entre les rivières tributaires de la Lalana à l'est, et de la Tesechoacán à l'ouest, sur les piémonts nord du massif montagneux de la Sierra Madre de Oaxaca. Son chef-lieu, Xochiapa, se situe dans la partie orientale d'un territoire de 397,4 km2, et peuplé en 2020 par 13 062 habitants, pour une densité de 32,9 habitants par km2. Elle se situe sur la limite administrative sud de l'État de Veracruz.
Elle est limitrophe au nord, à l'ouest et à l'est de la municipalité de Playa Vicente, et au sud, dans l'État de Oaxaca, des municipalités de San Juan Lalana et de Santiago Yaveo.

## Composition et démographie
La municipalité était composée en 2020 de 85 localités, dont une seule est considérée comme urbaine, les autres étant rurales.
| Localité                     | Population |
| ---------------------------- | ---------- |
| Xochiapa                     | 3353       |
| Tatahuicapa                  | 1383       |
| Santa Teresa                 | 1233       |
| Boca del Monte               | 1069       |
| Arroyo Colorado (Cruz Verde) | 748        |
| Reste des localités          | 5276       |
| Total population             | 13 062     |

En plus de l'espagnol, plusieurs langues amérindiennes sont parlées dans la municipalité, dont les principales sont par ordre d'importance : le zapotèque, le chinantèque, le mixe et le mazatèque.

## Histoire
Le chef-lieu de la municipalité, Xochiapa, a été fondé entre 1600 et 1650 par des Zapotèques en provenance du massif montagneux de la Sierra Madre de Oaxaca.
La municipalité de Santiago Sochiapan est créée par décret en 2003, et est alors détachée de celle de Playa Vicente.

## Économie

### Agriculture et élevage
La superficie des parcelles semées représentait, en 2014 une surface totale de 5608 hectares, parmi lesquels 4450 hectares voués à la culture du maïs, 298 hectares voués à celle du piment vert et 280 hectares voués à la culture de l'hévéa.
L'élevage occupait en 2014 une surface de 23 618 hectares.